# فهد الحمدان
فهد الحمدان لاعب نادي الرياض والمنتخب السعودي لكرة القدم وأحد ابرز المهاجمين في تاريخ الكرة السعودية.

## بداياته مع الكرة
بدأ مشوار فهد الحمدان في نادي الرياض منذ موسم 1407هـ - 1987م وانطلق يشق طريقه إلى عالم النجومية وسط عمالقة المهاجمين والهدافين السعوديين حتى استطاع أن ينال لقب هداف كأس دوري خادم الحرمين الشريفين مرتين.. وكذالك هداف كأس الاتحاد السعودي .
ولد فهد الحمدان في عام 1386هـ \ 1966م . ويحمل رقم 9 على ظهر فانلته وهذا الرقم يحمل دلالة مهمة في حياته الكروية.. فهو يعشق نجم هولندا المعتزل فان باستن ويعتبره مثله الأعلى ويحب ماجد عبد الله نجم السعودية ويرى فيه القدوة الطيبة خارج وداخل المستطيل الأخضر .
وأعلن الحمدان عن اعجابه بفان باستن الأسطورة الهولندية كثيرا وكان يحاول تقليده في طريقة إحراز الأهداف. حتى تم إطلاق عليه لقب فان باستن العرب وهو أغلى لقب يعتز به هداف الرياض.. والطريف أن هناك وجه شبه غريب بينه وبين النجم الهولندي وهو كثرة الإصابات والتي أدت إلى اعتزال فان باستن مبكرا.. ويقول فهد إن الإصابات تطارده وتمنعه دائما من الاستمرار في صفوف المنتخب الوطني طويلا.. فدائما ينضم للفريق ومن ثم يصاب .
وإذا كان فهد تألق مع فريقه في الدوري السعودي . فإنه استطاع أيضا أن يواصل التألق مع فريقه في بطولة كأس الكؤوس العربية السادسة في تونس بإحرازه لأهداف حاسمة ساهمت بشكل مؤثر في صعود فريقه للأدوار النهائية من البطولة وحصوله على الميدالية البرونزية رغم مشاركته للمرة الأول في بطولة عربية خارجية .
ويضيف فهد بقوله " الفرق السعودية - وخاصة الأندية - تظهر قوتها بوضوح على المستوى الأسيوي.. أما إذا لعبت مع فرق أفريقية فلا تتفوق عليها كثيرا.. لإننا في السعودية لم نهتم بعد بالقوة الجسمانية للاعبين ورفع لياقتهم البدنية مثل الاندية الأفريقية بل نعتمد على لعب الكرة السهلة بأسلوب برازيلي يغلب على طابع الأداء في معظم الفرق. ولكن نحن في طريقنا لرفع لياقتنا والاهتمام بالتكوين الجسماني لكل لاعب مثل الاندية الأفريقية وقريبا سوف نتفوق عليهم .
و بالمناسبة فهد الحمدان يريد أن يصبح كل لاعب سعودي قوي البنيان ولياقته البدنية عالية مثلما يفعل هو مع نفسه.. وبالفعل فهد من أصحاب القوام المعتدل الممشوق.. طوله 183 سم ووزنه 77 كيلو جرام ولياقته البدنية تساعده على إرهاق أي مدافع يلعب أمامه .

## اعتزاله
في عام 1422 أعلن مهاجم الرياض فهد الحمدان اعتزاله كرة القدم بعمر " 35 سنة "و بعد عطاء دام نحو 18 عاما.. وأوضح آنذاك في تصريحات صحفية انه لم يتقدم بذلك رسميا إلى إدارة ناديه التي لم تقدر مجهوداته على حد قوله .

## إسهاماته
- الحصول على كأس ولي العهد كأس ولي العهد عام 1414.
- المركز الثاني في كأس دوري خادم الحرمين الشريفين عام 1414.
- الحصول على كأس الاتحاد السعودي 1415 .
- وصيف كأس ولي العهد 1415 .
- المركز الثالث في كأس دوري خادم الحرمين الشريفين عام 1415.
- بطولة النخبة العربية المركز الثاني 1416.
- المشاركة معه في كأس الكؤوس الأسيوية 1416 عندما أقصى كاظمة الكويتي وتأهل لنصف النهائي ليلاقي الطلبة العراقي ولكن انسحب الرياض من البطولة.

### ألقابه وأرقامه القياسية
- هداف كأس دوري خادم الحرمين الشريفين مرتين 1994 برصيد 15 هدف. وعام 1997 برصيد 16 هدف متساوي مع سليمان الحديثي مهاجم الاتحاد
- هداف كأس الاتحاد السعودي عام 1994 برصيد 11 هدف.
- الانضمام إلى المنتخب في فترات متقطعة ومشاركته بفعالية في تصفيات آسيا الأولية 1996 م
- سجل ما يقارب 250 هدفا لفريقه وهو رقم كبير لم يتجاوزه سوى قلة من المهاجمين المتميزين مثل ماجد عبد الله الذي سجل حوالي 560 هدفا ومن ابرز المهاجمين ليس فقط بالرياض بل في منتخب بلاده.

## وفاته
توفي فهد الحمدان يوم الجمعة الموافق 26 أبريل 2013 بالمستشفى العسكري بالعاصمة الرياض إثر فشل كلوى وصلي على جثمانه بمسجد الراجحي شرق الرياض ودفن في مقبرة النسيم.